# تپه شهرک بسیجیان
تپه شهرک بسیجیان مربوط به هزاره اول قبل از میلاد است و در آزادشهر، ضلع جنوبی پارک شهر واقع شده و این اثر در تاریخ ۲۵ اسفند ۱۳۷۹ با شمارهٔ ثبت ۳۲۵۲ به‌عنوان یکی از آثار ملی ایران به ثبت رسیده است.